# Gonzaga (Cagayan)
Gonzaga is een gemeente in de Filipijnse provincie Cagayan op het eiland Luzon. Bij de laatste census in 2007 had de gemeente ruim 35 duizend inwoners.

## Geografie

### Bestuurlijke indeling
Gonzaga is onderverdeeld in de volgende 25 barangays:
| - Amunitan - Batangan - Baua - Cabanbanan Norte - Cabanbanan Sur - Cabiraoan - Calayan - Callao - Caroan - Casitan - Flourishing - Ipil - Isca | - Magrafil - Minanga - Paradise - Pateng - Progressive - Rebecca - San Jose - Santa Clara - Santa Cruz - Santa Maria - Smart - Tapel |

## Demografie
Gonzaga had bij de census van 2007 een inwoneraantal van 35.424 mensen. Dit zijn 3.345 mensen (10,4%) meer dan bij de vorige census van 2000. De gemiddelde jaarlijkse groei komt daarmee uit op 1,38%, hetgeen lager is dan het landelijk jaarlijks gemiddelde over deze periode (2,04%). Vergeleken met de census van 1995 is het aantal mensen met 7.427 (26,5%) toegenomen.

De bevolkingsdichtheid van Gonzaga was ten tijde van de laatste census, met 35.424 inwoners op 567,43 km², 49,3 mensen per km².

## Geboren in Gonzaga
- Juan Ponce Enrile (14 februari 1924), senator, congreslid en presidentskandidaat.